# Замок Бойгген

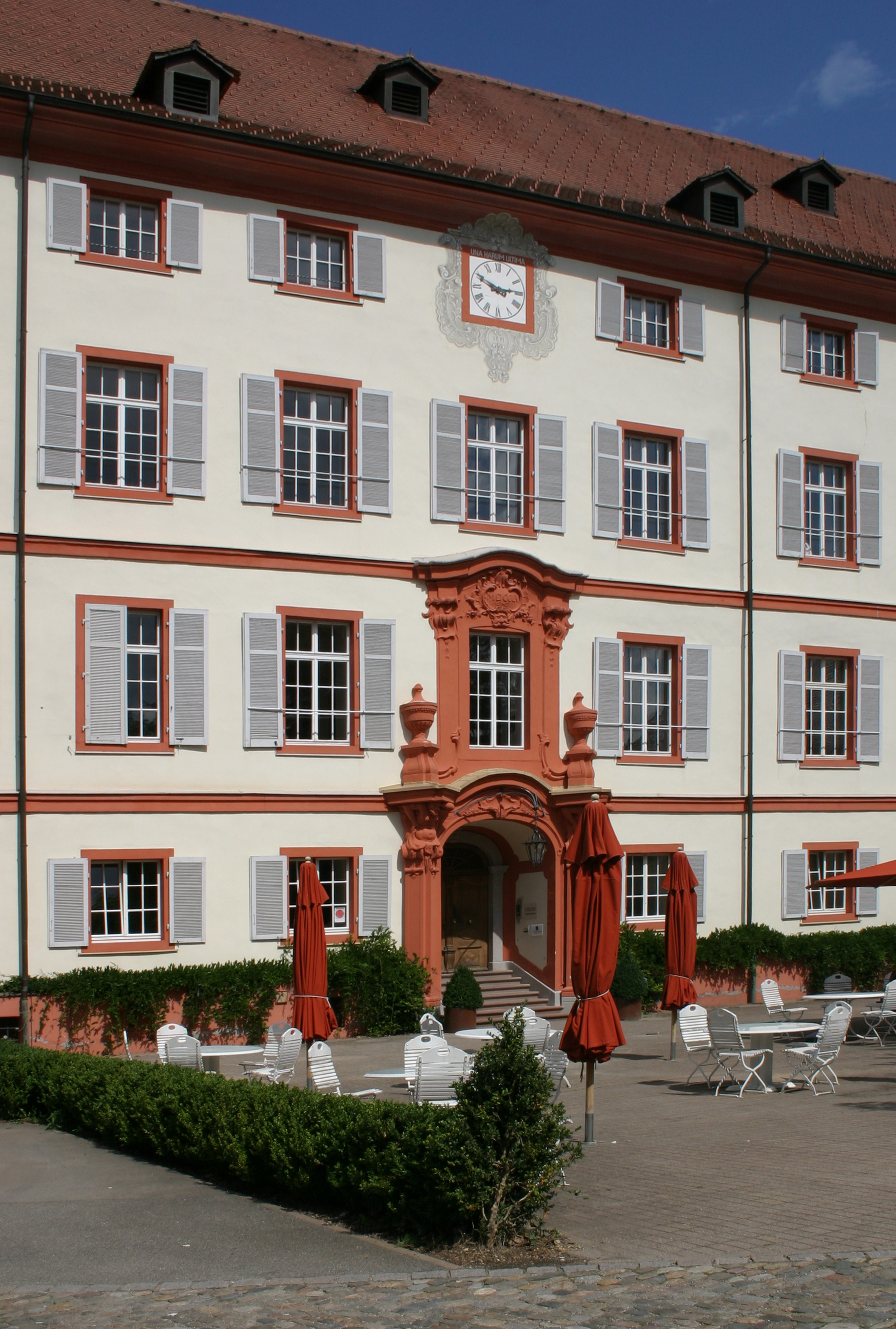
Замок Бойгген

Бойгген (нем. Beuggen) — замок на воде, расположенный в 20 километрах от швейцарского Базеля, в Баден-Вюртемберге, на берегу реки Рейн, близ города Райнфельден, район Лёррах. Ранее были известны названия Бухем (Buchem; 1215), Бухайн (Buchein; 1253), Бивхайм (Bivcheim; 1253), Бюкен (Büken; 1266), Бойкхайм (Beukheim) или Бойкен (Beuken).
На протяжении 560 лет замок служил резиденцией Немецкого ордена (баллей Швабия-Эльзас-Бургундия). Это старейшее из сохранившихся по сей день комтурств рыцарского ордена. После ликвидации комтурства (1806) замок на два года был приспособлен под лазарет во время освободительных войн против Наполеона.
Согласно одной из популярных версий, в 1815—1816 годах, в общей сложности полтора года, в замке пребывал найдёныш Каспар Хаузер, судьба которого остаётся загадкой по сей день.
С 1820 по 1980 год замок использовался как детский дом. До конца 2016 года в замке происходили заседания и встречи Евангелической церкви Бадена, а также другие мероприятия.